# Playa de Castilla
La playa de Castilla es el nombre con el que se conoce la línea costera de la parte de la provincia de Huelva desde  Doñana hasta la zona de Mazagón (España) dentro de la zona de Arenas Gordas.
De veinte kilómetros de longitud, tomó su nombre tras la Reconquista, cuando se le otorgó esa denominación en honor al Reino de Castilla, por formar parte de la primera salida al océano Atlántico por el sur de la península ibérica de los territorios de la Corona de Castilla. De playas arenosas finas y médanos, destacan lugares como El Asperillo, reconocido como Monumento Nacional de Andalucía, la base de El Arenosillo, la «Cuesta Maneli», y también las playas de Julián, Morla y Mazagón. Actualmente tan solo varios tramos están habilitados para su uso por bañistas. Se dice que fue el mismo Alfonso X quien conquistó esta zona costera y la nombró como Playa de Castilla. 
Al formar parte del Parque Nacional de Doñana, la Playa está catalogada como Patrimonio de la Humanidad, siendo la única playa de toda España en tener ese reconocimiento.